# سیارک ۲۳۷۵۷
سیارک ۲۳۷۵۷ (به انگلیسی: 23757 Jonmunoz، نامگذاری:1998KL48) بیست و سه هزار و هفتصد و پنجاه و هفتمین سیارک کشف شده‌است که در ۲۲ مه ۱۹۹۸ کشف شد.
قدر مطلق سیارک برابر ۱۴.۸ است.